# Лониго
Лониго (итал. Lonigo) — коммуна в Италии, располагается в провинции Виченца области Венето.
Население составляет 15 035 человек (на 2004 г.), плотность населения составляет 286 чел./км². Занимает площадь 49 км². Почтовый индекс — 36045. Телефонный код — 0444.
Покровителями населённого пункта считаются святые Кирик и Иулитта (santi Quirico e Giuditta). Праздник ежегодно празднуется 25 апреля.

## Города-побратимы
- Абенсберг, Германия (1999)

## Персоналии
- Джузеппе Бечче (1877—1973, немецкий композитор) — родился в Лониго